# Jan Arnošt Klicpera
Jan Arnošt Klicpera je fiktivní četnický kriminalista, který byl představen Muzeem Policie ČR v rámci pražské Muzejní noci 2015 a návazně v silvestrovských pořadech Českého rozhlasu 2016 jako objevitel a vynálezce, mistr infiltrace do davu a patron poctivých policistů. Jde o jednu z nejvýraznějších postav jak císařského a královského rakouského četnictva, tak i republikového československého četnictva.

## Život a dílo
Pravděpodobně se nenarodil, nýbrž se vyskytl rozkazem, proto se také nedochoval jeho služební spis. Měl dvanáct dětí.
Absolvoval kurs holubářů, kurs spojařů a zřejmě i kurs spojařů–holubářů.
Výběr z vynálezů:
- První elektrický paralyzér na světě, ale neví se, jak fungoval.
- Prdoměr, který měl pachatele odhalit v případě, že na místě činu zanechal „prd“ neboli nic. Prd se však nikdy nepovedlo odebrat a analyzovat, proto přístroj nikdy nefungoval.
- Úplatkoměr a korektivní eliminátor pro odhalování zločinu uvnitř řad strážců zákona.
- Čtydílka = čtyřdílná kriminalistická fotografie pachatele: kromě pohledu zpředu, zboku a z poloprofilu zavedl i fotografii zezadu, dokládal to logickým argumentem, že to je nejčastější pozice, z jaké četník vidí prchajícího pachatele.
- Světelná maxilupa pro hledání stop za tmy.
- Předváděcí lyže s dvojím vázáním pro předvedení pachatele do vazby v zimním období: přední vázání bylo pro drbana, zadní pro stíhajícího četníka.

Na některých četnických stanicích budoval fundus převleků – maskovacích oděvů, líčidel, paruk a vousů. Jeho vrcholným číslem byla role žebráka, který pomocí zbraně ukryté ve falešné protéze donutil bankovního lupiče odevzdat milionový lup.
Klicpera byl také tvůrcem řady anekdot z policejního prostředí. Přisuzuje se mu i autorství citátu: „Otisky prstů nebylo možné zajistit, protože pachatel na co sáhl, ukradl.“

## Mediální obraz
Pro veřejnost Klicperu objevil Radek Galaš, správce sbírek Muzea Policie ČR. Klicperova pozůstalost je v majetku některých kriminalistů, dosud neutříděná, proto jsou jeho vynálezy objevovány, rekonstruovány a předváděny veřejnosti postupně.
Kriminalisté soudí, že Klicpera je srovnatelný s dalším českým velikánem a vrstevníkem Járou Cimrmanem, ovšem dodávají, že ve svém oboru nad Cimrmanem pochopitelně vynikal. Důkazem je ztráta třídní knihy, kterou Cimrman nikdy neobjasnil, zatímco Klicpera by býval čin vyšetřil dříve, než se vůbec stal.